# Alex Gibson (Tontechniker)
Alex Gibson (* vor 1983) ist ein Tontechniker.

## Leben
Gibson begann seine Karriere 1983 zunächst als Filmkomponist für die Low-Budget-Produktion Suburbia – Rebellen der Vorstadt. 1990 arbeitete er bei Luis Mandokis Filmdrama Frühstück bei Ihr erstmals als Tontechniker. In der Folge war er an zahlreichen großen Hollywoodproduktionen tätig, unter anderem Natural Born Killers, I, Robot, Mad Max: Fury Road und Terminator Genisys. 2002 arbeitete er mit Insomnia – Schlaflos erstmals mit Christopher Nolan, bis 2017 folgten sechs weitere Filme unter dessen Regie.
2018 gewann er für Nolans Kriegsfilm Dunkirk zusammen mit Richard King den Oscar in der Kategorie Bester Tonschnitt. Zudem war er zwischen 2003 und 2018 zehn Mal für den Golden Reel Award der Motion Picture Sound Editors nominiert, den er zwei Mal gewinnen konnte, für The Dark Knight und Inception. Nur selten war Gibson für das Fernsehen tätig. Er arbeitete an der Serie Dinotopia und der Miniserie John Adams – Freiheit für Amerika. Hierfür gewann er 2008 einen Primetime Emmy.

## Filmografie (Auswahl)
- 1990: Frühstück bei Ihr (White Palace)
- 1992: Fatale Begierde (Unlawful Entry)
- 1993: Codename: Nina (Point of No Return)
- 1994: Getaway (The Getaway)
- 1994: Natural Born Killers
- 1995: Schnappt Shorty (Get Shorty)
- 1997: Event Horizon – Am Rande des Universums (Event Horizon)
- 2000: Shang-High Noon (Shanghai Noon)
- 2001: From Hell
- 2003: 3 Engel für Charlie – Volle Power (Charlie’s Angels: Full Throttle)
- 2004: I, Robot
- 2005: xXx 2 – The Next Level (xXx: State of the Union)
- 2007: Stirb langsam 4.0 (Live Free or Die Hard)
- 2008: John Adams – Freiheit für Amerika (John Adams, Mini-Serie)
- 2008: The Dark Knight
- 2010: Inception
- 2012: The Dark Knight Rises
- 2015: Mad Max: Fury Road
- 2015: Mission: Impossible – Rogue Nation
- 2015: Terminator: Genisys (Terminator Genisys)
- 2017: Dunkirk
- 2017: Justice League
- 2020: Tenet
- 2023: Oppenheimer

## Auszeichnungen (Auswahl)
- 2018: Oscar in der Kategorie Bester Tonschnitt für Dunkirk